# تپه قلعه گردن
تپه قلعه گردن مربوط به دوره سلجوقیان است و در شهرستان ساری، بخش چهاردانگه، دهستان چهاردانگه، روستای بالاده واقع شده و این اثر در تاریخ ۲۶ اسفند ۱۳۸۶ با شمارهٔ ثبت ۲۲۰۰۶ به‌عنوان یکی از آثار ملی ایران به ثبت رسیده است.